# Centre Aquatique Olympique
Das Centre Aquatique Olympique (CAO, deutsch Olympisches Wassersportzentrum) ist eine Schwimmhalle im Stadtviertel La Plaine-Saint-Denis der französischen Stadt Saint-Denis. Saint-Denis liegt unmittelbar nördlich der Hauptstadt Paris. Der Bau ist Austragungsort für die Wettbewerbe im Wasserspringen, Synchronschwimmen und Vorrundenspiele im Wasserball bei den Olympischen Sommerspielen 2024. Trotz des Namens werden die Wettbewerbe im Schwimmen in der größeren Paris La Défense Arena ausgetragen.

## Geschichte
Die Grundsteinlegung wurde am 19. Dezember 2017 in Anwesenheit von Staatspräsident Emmanuel Macron durchgeführt. Das Zentrum wird in modularer Bauweise errichtet. Es liegt rund 400 Meter vom Olympiastadion Stade de France und weniger als zwei km vom olympischen Dorf entfernt. Der Energiebedarf des 114 m langen, 106 m breiten und 30 m hohen Baus soll bis zu 84 % aus erneuerbaren Energien gedeckt werden. Es werden mehr als 1200 t biobasierte Materialien wie Holz verbaut. 8,5 t lokaler Plastikmüll werden zur Herstellung von Tribünensitzen recycelt. Auf dem Dach sind 4680 m² Photovoltaik-Paneele geplant, Ende 2023 sollte der Bau fertiggestellt werden und im April 2024 sollte die Schlüsselübergabe erfolgen. Ursprünglich sollte die Errichtung 113 Mio. Euro kosten. Im April 2020 wurde der Kostenrahmen auf 174,7 Mio. Euro aufgestockt. Damit wird es, noch vor der Arena Porte de la Chapelle (138 Mio. Euro), der teuerste Neubau unter den Sportanlagen der Olympischen Spiele 2024. Zu den Spielen wird es durch Zusatztribünen 6000 Zuschauern Platz bieten. In der Nachnutzung wird das Zentrum mit 2500 Plätzen der Öffentlichkeit zur Verfügung gestellt. Das CAO und das Stade de France sind seit August 2022 durch eine Fußgängerbrücke über der Autoroute A 1 verbunden.
Am 4. April 2024 eröffneten Staatspräsident Emmanuel Macron und Tony Estanguet, Vorsitzender des Organisationskomitees für Paris 2024, den Bau.
2026 ist die Halle vom 25. Juli bis zum 9. August des Jahres als Hauptaustragungsort der Schwimmeuropameisterschaften vorgesehen. Die 38. Schwimmeuropameisterschaften in Paris finden 100 Jahre nach der ersten Austragung 1926 im ungarischen Budapest statt.

## Galerie

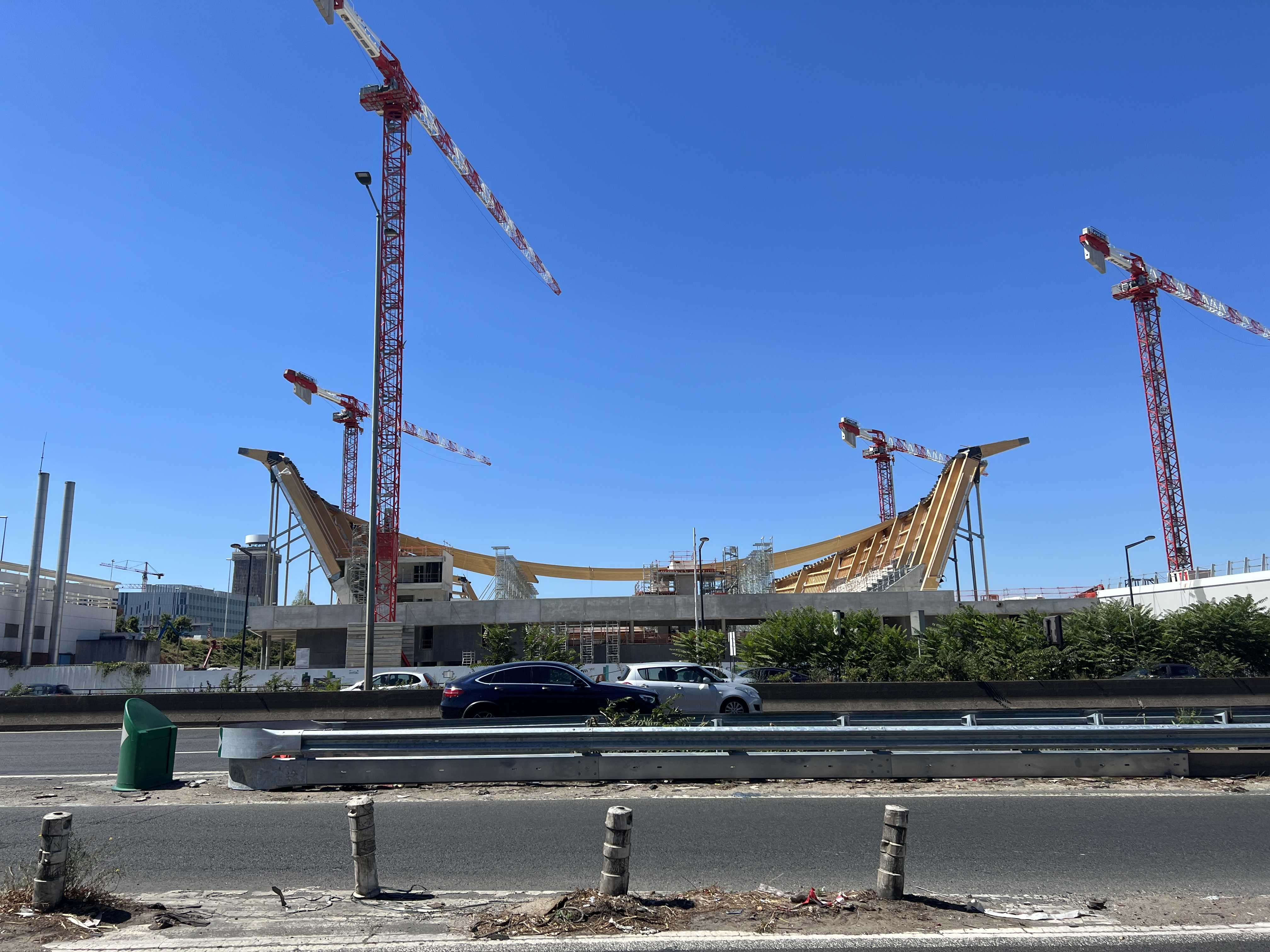
Der Bau im August 2022
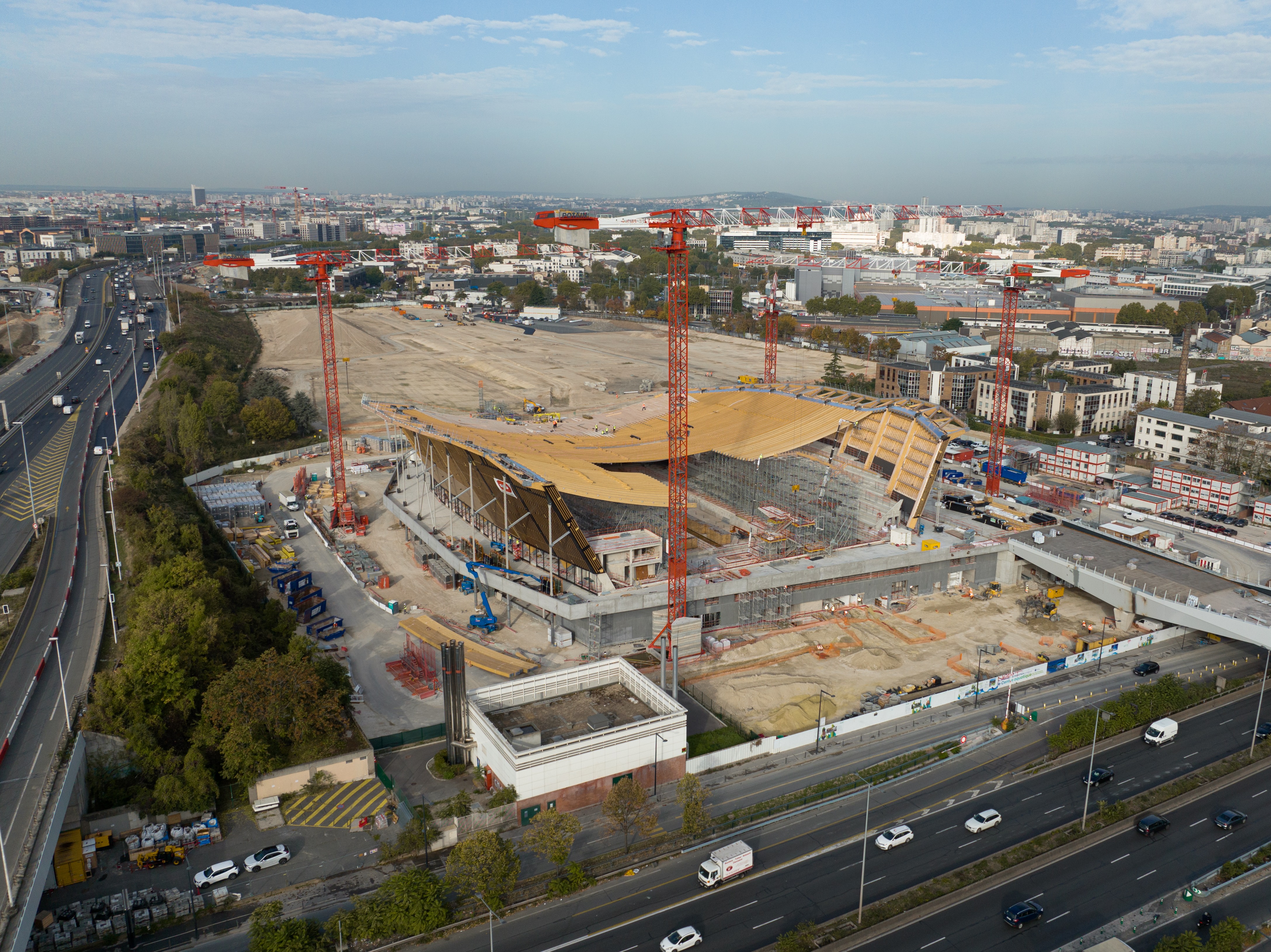
Die Baustelle im Oktober 2022
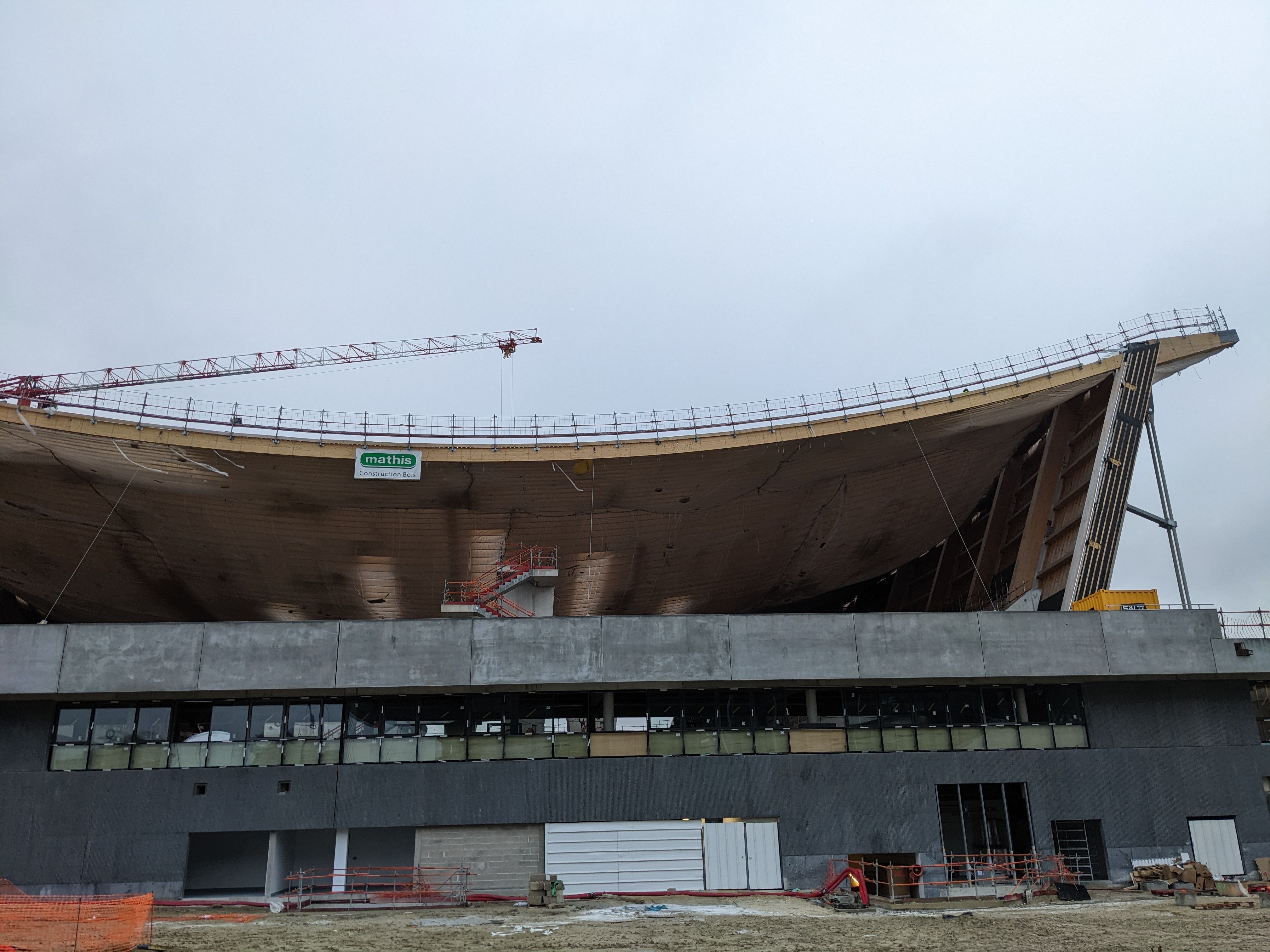
Die Baustelle im November 2022
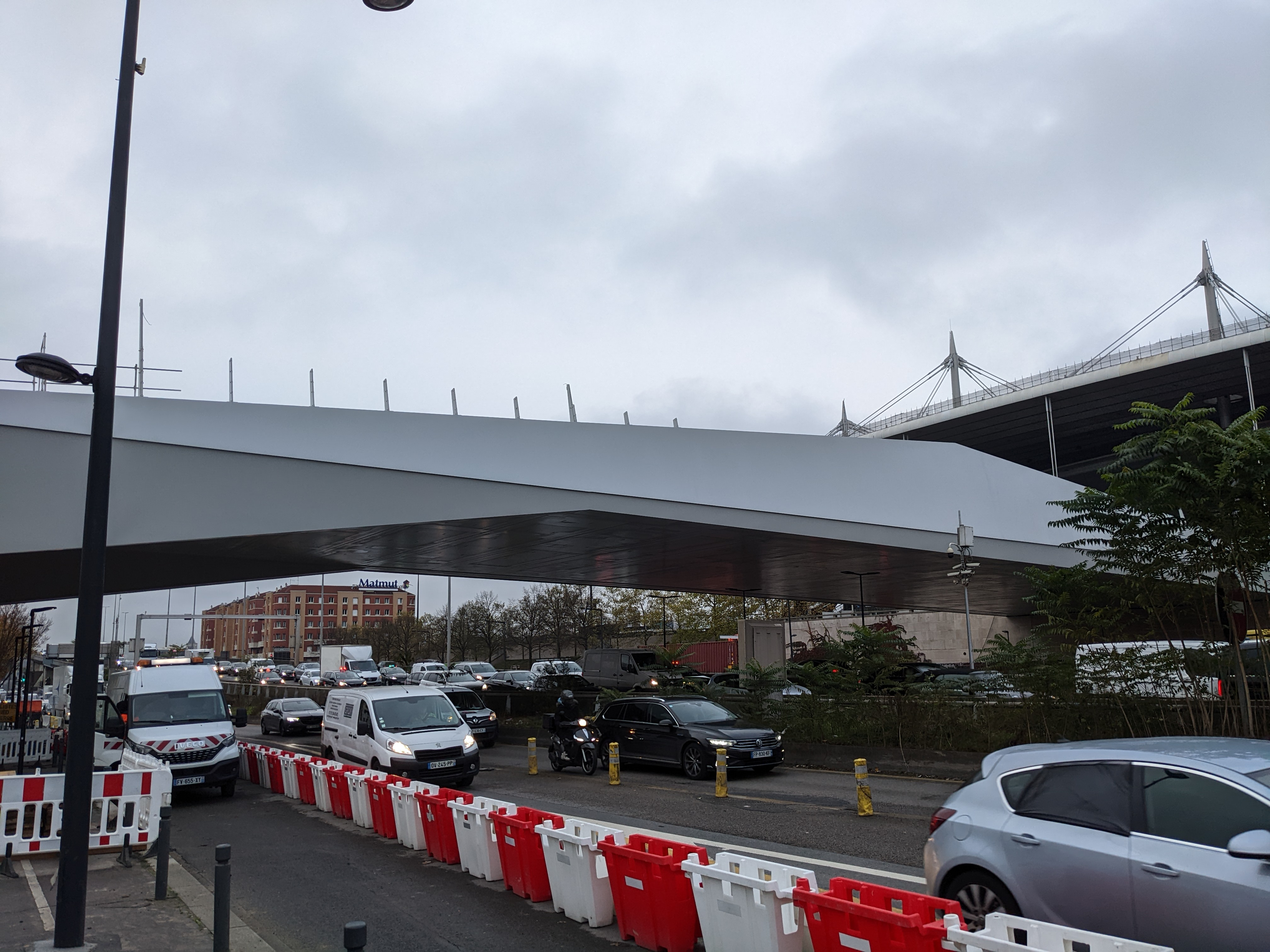
Die Fußgängerbrücke über der A 1 im November 2022
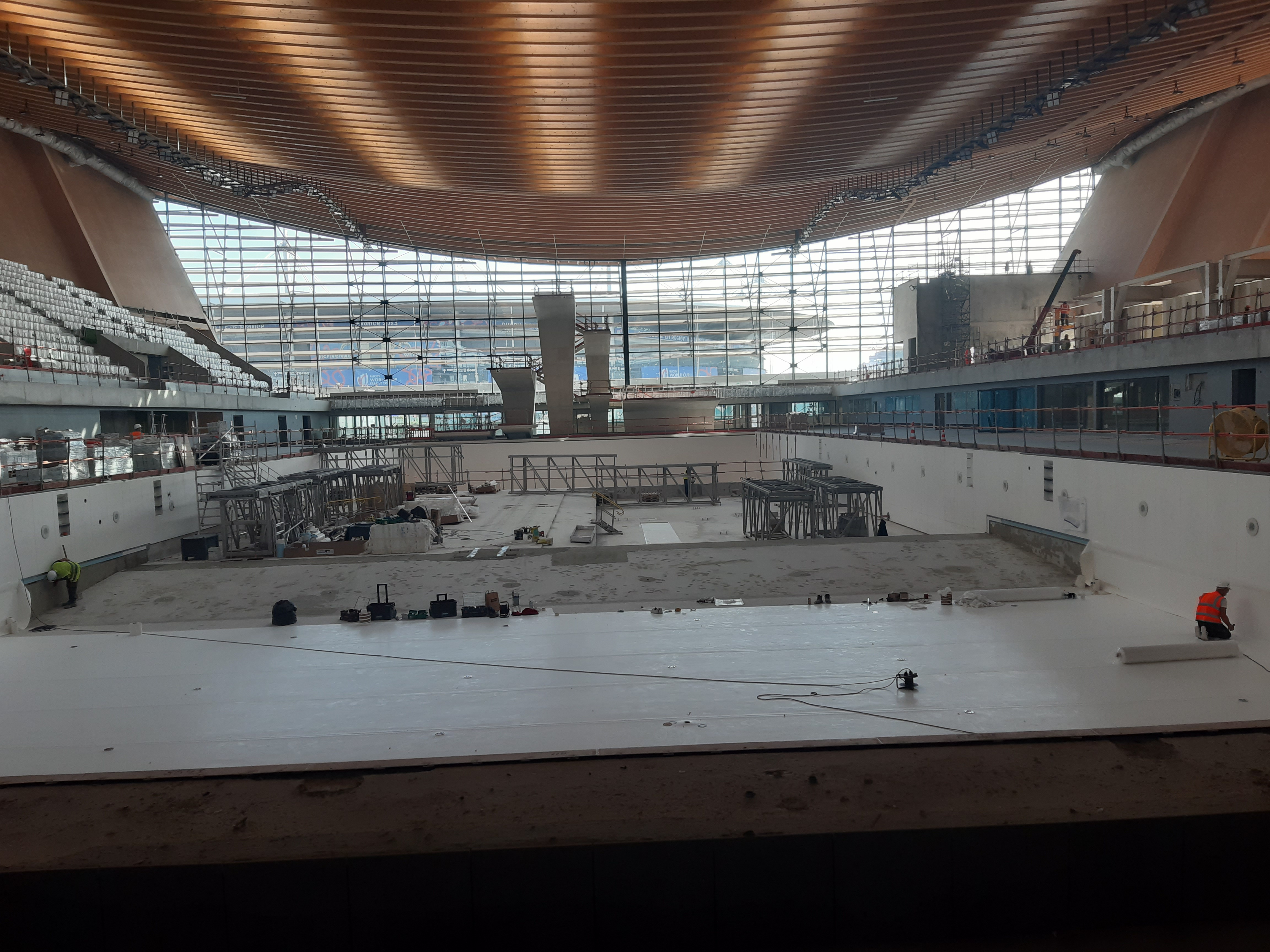
Die Baustelle im Oktober 2023